# Sant Miquel de Vilageliu
Sant Miquel de Vilageriu, o de Vilageliu, és una església romànica al costat de la masia de Vilageriu (Vilageliu) a 500 m del nucli urbà de Tona a la comarca d'Osona. És una obra inclosa a l'Inventari del Patrimoni Arquitectònc de Catalunya.
A la zona també s'hi troba un aqüeducte d'època medieval.

## Descripció
Petita esglesiola prop del mas Vilageriu. És una construcció amb elements romànics característics.
És de planta rectangular rematada la seva edificació amb un campanaret d'espadanya. Sembla que la capçalera i la nau es van construir als volts de l'any 1080 i fou reformada o modificada al segle xii, obrint-se noves finestres a migdia i tramuntana.
L'absis, també de gran puresa de línies romàniques, està decorat per arcuacions llombardes.
A la base de l'altar es descobrí un mil·liari romà.

## Història
La capella existeix des d'abans del 948. el primer document que en fa esment és del 12 de març de 948 al fer testament el levita Guadanir, senyor de "Vil·la Gerille".
A principis del segle xi posseïa la vila el noble Rodulf, intitulat arxilevita per trobar-se al servei de l'església de Vic.
Entorn l'any 1080, en temps d'Hug Dalmau, es renovà l'església, fent-se la capçalera i la nau, i ja en segles posteriors es feren successives modificacions a càrrec dels cavallers de les famílies Oló, Castell i Santa Eugènia.